# 便衣兵
便衣兵（べんいへい）とは、一般市民と同じ私服・民族服などを着用し、民間人に偽装して各種敵対行為を行う軍人のことである。

## 定義
「便衣兵」の用語は日中戦争に関連して主に使用される。このほか、戦争・紛争当事国が、「便衣兵」と同義の「隠れ戦闘員」と見なした非合法戦闘員・ゲリラを殺害した行為が、国際法上問題と指摘された例はベトナム戦争、イスラエル・パレスチナ紛争、コロンビア内戦など数多い。
南京事件当時の国際法において、便衣兵は捕虜とは異なり、陸戦法規の保護を適用されない 。
南京事件の後年に採択されたジュネーヴ諸条約第一追加議定書では、文民または非戦闘員の地位を装うことにより敵兵を殺傷または捕らえることを「背信行為」の一つとして厳格に禁じている 。ただし、同議定書では前述の背信行為によって捕虜となる権利を失った戦闘員に対しても、捕虜に与える保護と同等のものが与えられている 。

## 南京事件に関して
1937年の南京陥落の際には「南京安全区」に逃走した中国兵を、日本軍が便衣兵として多数摘発して逮捕・処刑したが、これについては、便衣兵の摘発が適格であったかなど、以下のように論議ある。1937年の日中戦争の際には中国国民党が、便衣兵による日本軍への襲撃を行っている。

### 便衣兵に関する議論
「便衣兵」の定義について、”軍服着用などの交戦者資格の有無のみならず”「害敵手段（戦闘行為やテロ行為）を行うもの」を「便衣兵」とみなすと戦前の国際法学者信夫淳平は説明する。つまり「便衣兵」の定義について、「交戦者たるの資格なきものにして害敵手段を行ふのであるから」とした。また別の意見として、東中野修道は、（軍服着用などの）交戦者資格を満たしていない場合は（そのまま）非合法戦闘員（「便衣兵」）となり、戦時国際法に照らして処刑しても合法であり、虐殺ではないと主張した。以下の、意見の相違は、正にこの定義が関わる。
- 逃走した中国兵を、日本軍が便衣兵として多数摘発して逮捕・処刑したことを是認する考えの者
  - 東中野修道は「日本軍は便衣兵の厳正な摘出を行い、捕虜の資格が無い便衣兵のみを処刑したものだ。これが曲解されたものが南京大虐殺である」と主張している。
  - 小林よしのりは便衣兵戦術は日中戦争で中国軍が大いに採用していた、また一般市民に多大な被害をもたらす為に国際法で禁止されていた、と主張している。
- 逃走した中国兵を、日本軍が便衣兵として多数摘発して逮捕・処刑したことを必ずしも是認しない考えの者
  - 「日中歴史共同研究」担当の北岡伸一は、「捕虜に対しては人道的な対応をするのが国際法の義務であって、軽微な不服従程度で殺してよいなどということはありえない。便衣隊についても、本来は兵士は軍服を着たまま降伏すべきであるが、軍服を脱いで民衆に紛れようとしたから殺してもよいというのは、とんでもない論理の飛躍である。」[10]と主張している。
  - 秦郁彦は「靴づれのある者、極めて姿勢の良い者、目つきの鋭い者」という基準で摘出した歩兵第七連隊の資料を挙げて「便衣兵選びは極めていい加減な基準だった」と言い、また、「青壮年は全て敗残兵または便衣兵とみなす」という歩六旅団の資料を挙げて「明確な証拠もない決め付け」だったと指摘している。さらに、日本軍の行動について「便衣兵としてつかまえた敵国人を処刑するには裁判をする義務がある。『便衣兵の疑いがある』というだけでまねごとだけでも裁判をやらずに処刑してしまったのは理解に苦しむ」と述べている。
  - 笠原十九司は秦の主張に加えて「普段着に着替えた元中国兵が攻撃してきたという資料は無い。彼らは便衣兵ではなく、敗残兵であるからハーグ陸戦条約で保護されるべきもの。その意味でも日本軍の処刑行為は国際法違反である。」と主張している。

## 赤十字国際委員会による解釈指針
2009年8月12日、赤十字国際委員会（ICRC）は、紛争当事者に属する不正規軍の構成員とみなされるかどうかは、当該人物が「継続的戦闘任務」を負うか否かで決めるべきとする指針を発表した。すなわち、真の一般市民か、市民を装った兵隊かという区別は、その者が武装集団のために継続的戦闘任務を負うか否かで決定し、また一般市民であろうと実際に戦闘に参加している間は文民としての保護を失うとする。この指針に法的拘束力はないが、コロンビア、イスラエルなどが賛同している。

## ベトナム戦争における実例
1968年2月1日、ベトナム戦争におけるテト攻勢において、南ベトナムの国家警察総監グエン・ゴク・ロアン（阮玉鸞）はサイゴンの路上で、解放戦線の捕虜、グエン・ヴァン・レム（阮文歛）とされる、一般人の身形の人物を拳銃で即決処刑した。その場面は、カメラマンのエディ・アダムズに撮影され、国際社会に衝撃を与えた。アダムズはこの写真（『サイゴンでの処刑』）、で1969年度ピューリッツァー賞 ニュース速報写真部門を受賞した。

## シリア内戦における実例
2011年よりシリアで起こっているシリア内戦では、2012年11月1日、反体制派の自由シリア軍が十数人の捕虜を私服の政府軍と主張して処刑した動画が、YouTubeに出回った事件があった。撮影者は、処刑した遺体に対して「シャビーハ（アサド政権の民兵）、アサドの犬」と罵倒しているが、実際に処刑されたのが民兵であったか、民間人であったかは不明である。国連人権高等弁務官事務所の報道官は11月2日、自由シリア軍による処刑を「戦争犯罪の可能性がある」と指摘した。

## ブラックウォーターUSA社
軍服を着ることを許されない民間軍事会社ブラックウォーターUSA（アカデミ）はイラク戦争にも出兵し、便衣兵であるとする見方もある。

## ロシア・ウクライナ戦争
ロシア軍、特にカディロフツィと呼ばれる私兵集団を軍に編入した部隊が民間人や一般車両に偽装して浸透作戦を行ったことが報道されている。

## イスラエルによるヨルダン川西岸地区
2024年1月30日、イスラエル軍の正規兵が医師や看護師などの医療関係者を装いヨルダン川西岸地区内の病院を襲撃し三名のパレスチナ人を殺害した。

## その他
信夫淳平が『上海戦と国際法』で第一次上海事変における日本軍の行為を擁護して以降、日本軍の犠牲者を便衣隊、すなわち一般市民を装った兵士であったとする主張が見られる。
佐々木春隆『大陸打通作戦』によれば、第40師団が南部粤漢鉄道打通の作戦劈頭に挺身部隊として歩236連隊の1個大隊を派出するにあたり部隊全員に中国服を着用させた記事がある。佐々木本人が隊容検査に立ち会い、若い将校から「便衣着用は国際法に触れないか」という質問があったが「戦闘のための着用は触れるが今回は交戦を避けるための着用だ。攻撃時は脱ぎ捨てよ。」と説明したとある。佐々木の著書には日本軍の便衣挺身隊に関する記事が散見される。
第一次上海事変当時、現地で日中双方に取材していた記者のエドガー・スノーの『極東戦線』によると便衣兵の正体は青幇などの民族主義的かつ非合法な武装組織(いわゆる任侠団体)の構成員(武装した市民による民兵)で、それらから攻撃を受けると日本軍はそれを「中国軍の便衣兵」と認識していた様子が描かれている。

## 便衣兵もしくはそれに準ずる行為が登場する作品
- 土と兵隊
- 進撃の巨人